# 蒙通 (萨拉戈萨省)
蒙通，是西班牙阿拉贡自治区萨拉戈萨省的一个市镇。 总面积18平方公里，总人口126人（2001年），人口密度7人/平方公里。